# Guilhermina de Tunderfeld-Rodis
Guilhermina de Tunderfeld-Rodis (em alemão: Wilhelmine von Tunderfeldt-Rhodis; Rodis, 18 de janeiro de 1777 — Florença, 6 de fevereiro de 1844) foi uma baronesa de Tunderfeld-Rodis, e esposa de Guilherme Frederico de Württemberg.

## Vida
Guilhermina era dama-de-companhia da marquesa Frederica de Brandemburgo-Schwedt e foi assim que conheceu o futuro marido.

## Casamento e Descendência
A 23 de agosto de 1800, Guilhermina casou-se com o duque Guilherme Frederico de Württemberg.
O casal teve seis filhos:
- Alexandre de Württemberg (5 de Novembro de 1801 - 7 de Julho de 1844), poeta; casado com a condessa Helena de Festetics, uma nobre húngara; com descendência.
- Augusto de Württemberg (1805-1808), morreu com cerca de três anos de idade.
- Guilherme de Württemberg (6 de Julho de 1810 - 17 de Julho de 1869), casado primeiro com a princesa Teodolinda de Leuchtenberg; com descendência. Casado depois com a princesa Florestina do Mónaco; com descendência.
- Frederico Augusto de Württemberg (30 de Novembro de 1811 - 12 de Novembro de 1812), morreu com quase um ano de idade.
- Francisco de Württemberg (6 de Fevereiro de 1814 - 21 de Janeiro de 1824), morreu aos dez anos de idade.
- Maria de Württemberg (29 de Maio de 1815 - 31 de Dezembro de 1866), casada com o conde Guilherme de Taubenheim; com descendência.